# Forças Armadas da Indonésia
As Forças Armadas Nacionais da Indonésia (em indonésio:  Tentara Nasional Indonesia, TNI) é a principal força de defesa da República da Indonésia. Possui atualmente 476 000 soldados que formam o exército, a marinha, o corpo de fuzileiros navais (Korps Marinir) e a força aérea.
Foram formados após a Revolução Nacional da Indonésia, quando lutou uma campanha de guerrilha junto com uma milícia. Como resultado disso, e com a necessidade de manter a segurança interna, as forças armadas são dispostas por região, para lutar contra inimigos externos e também potenciais ameaças internas contra o Estado.
Sob a constituição de 1945, todos os cidadãos podem e devem defender a nação. A conscrição é prevista em lei, mas nunca foi necessário recrutamento obrigatório para manter as necessidades de defesa. A maioria dos recrutas são alistados em suas respectivas regiões e geralmente servem nas áreas onde costumavam viver.
Em 2005 o total de gastos do país em defesa chegou a mais de 3% do PIB, complementado por lucros de empresas militares e fundações. Não é incluído nos números totais das forças de segurança as tropas policiais (Polri) e o pessoal paramilitar (Polri) que consistem em 590 000 combatentes.

## Galeria

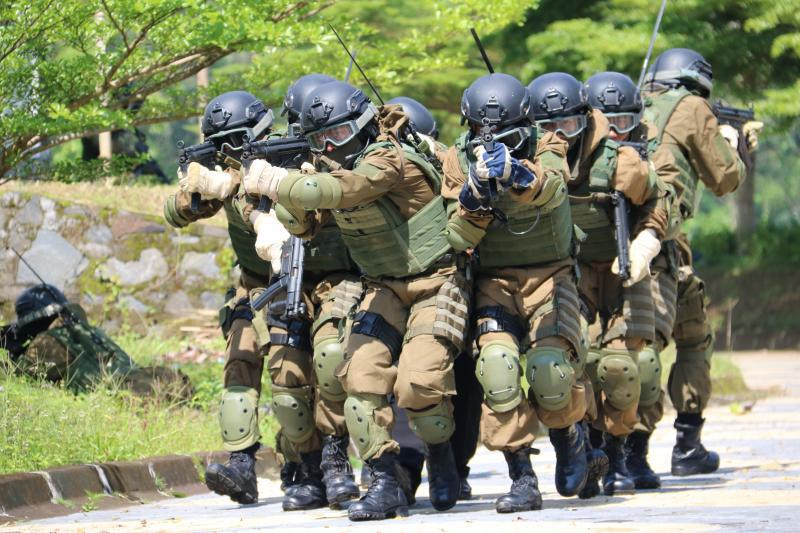
Soldados das forças especiais do exército indonésio.
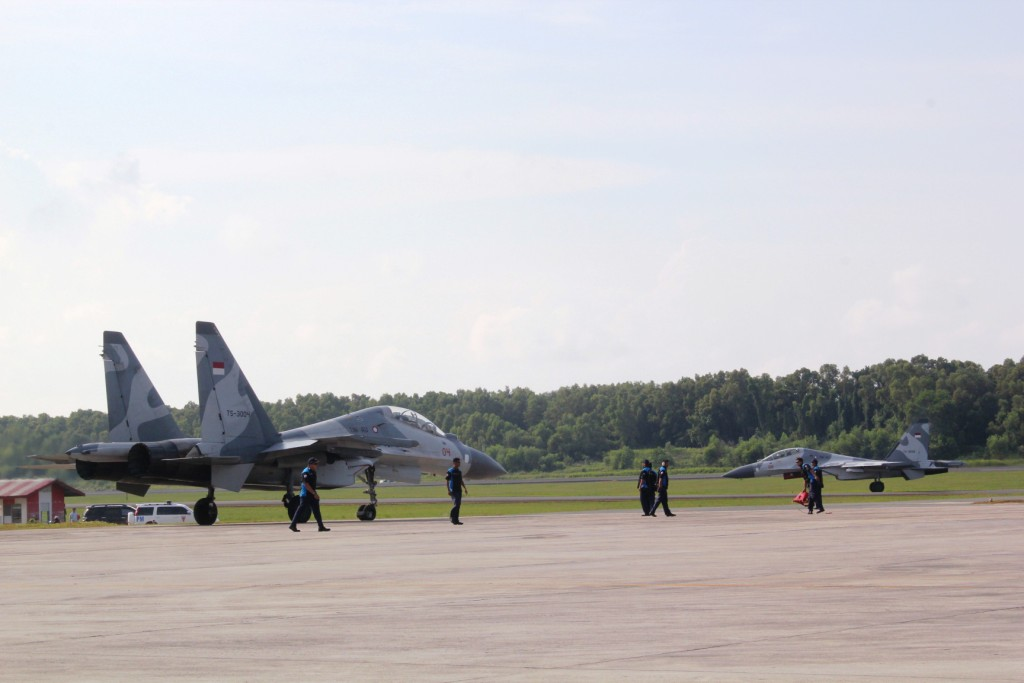
Caças SU-30 MK da força aérea.
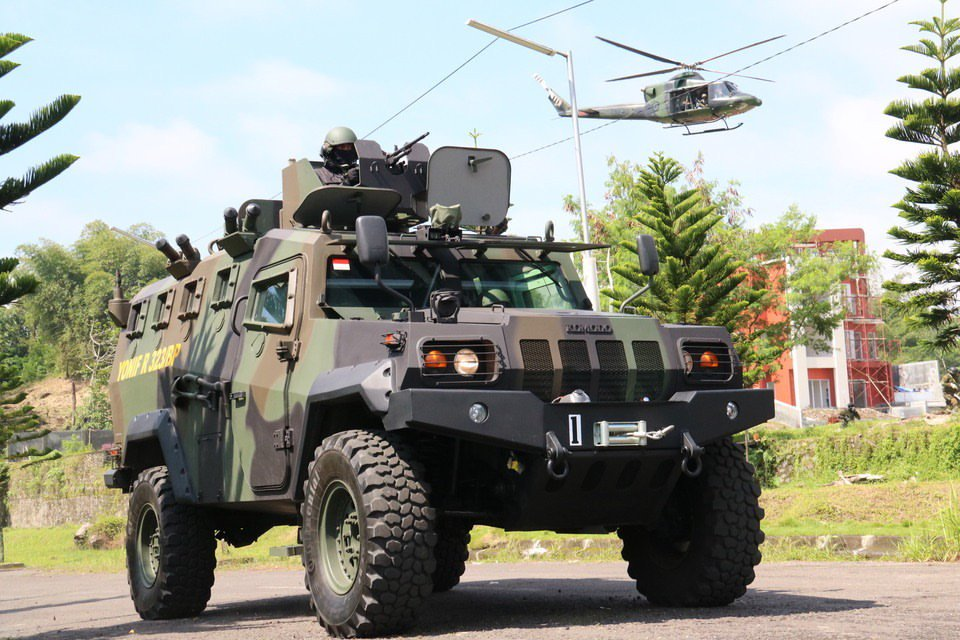
Um blindado Pindad Komodo, de fabricação indonésia.
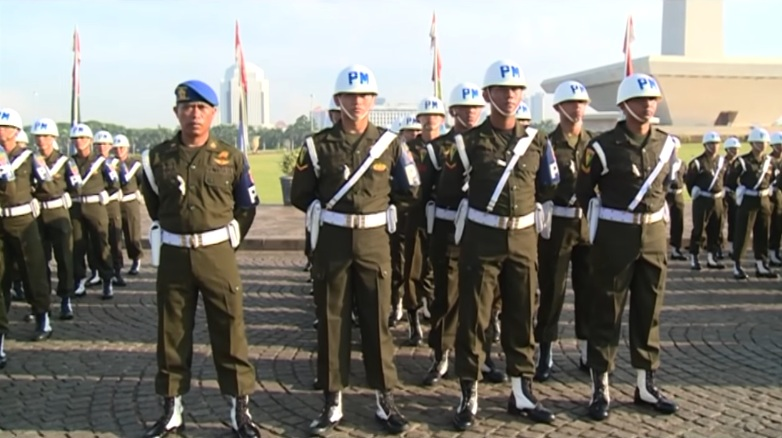
Soldados da Polícia Militar.
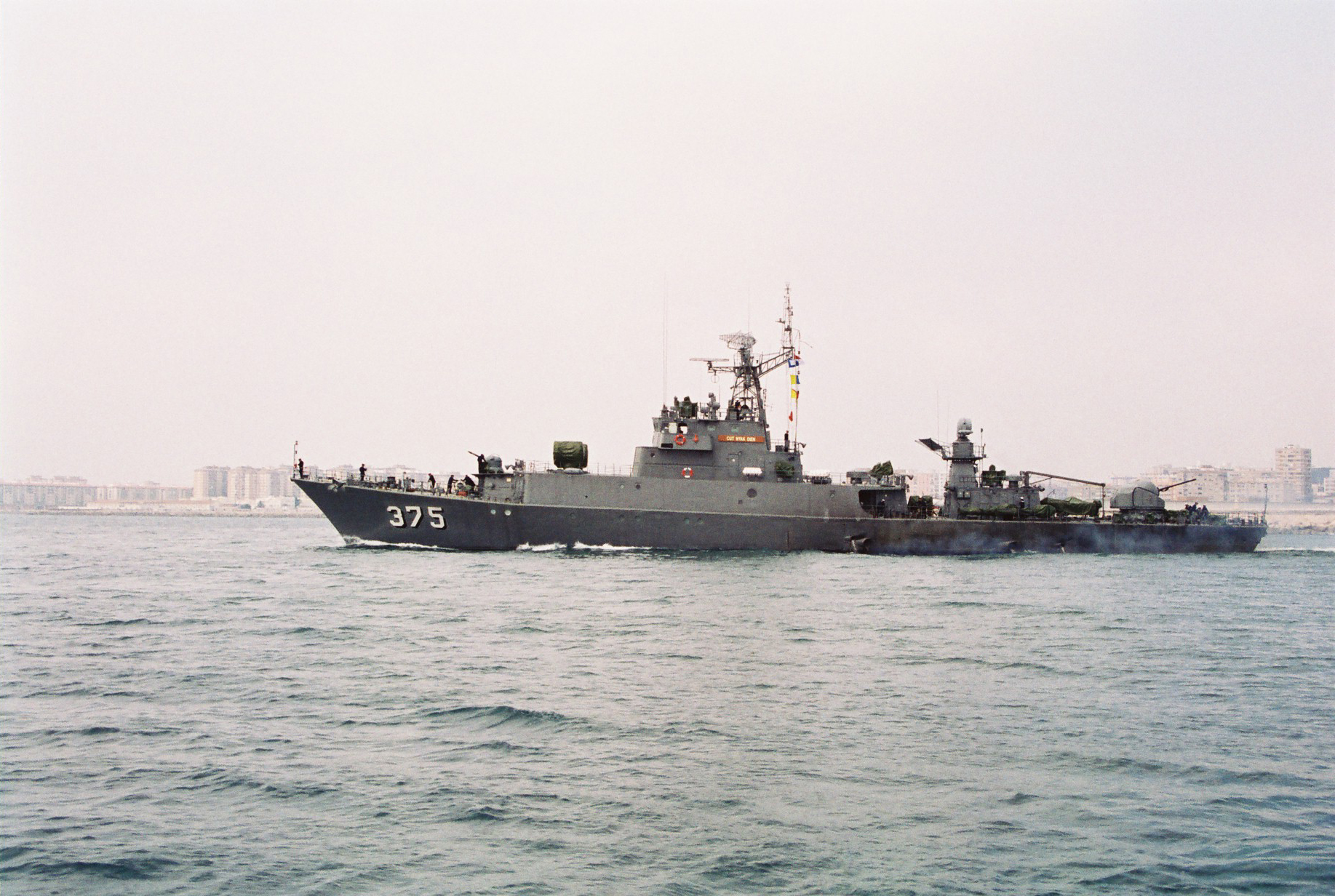
Uma corveta da marinha da Indonésia.
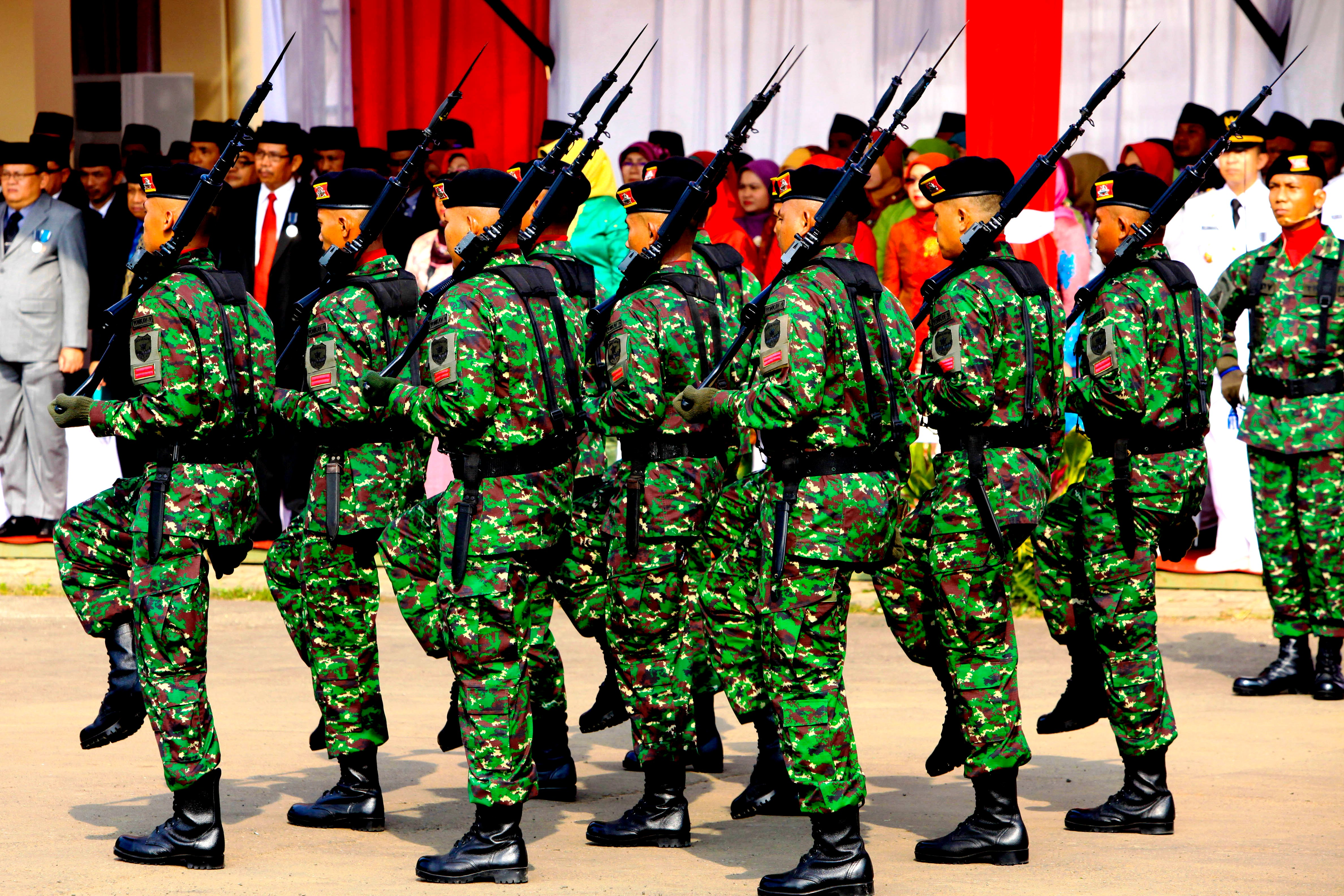
Soldados de infantaria do exército indonésio.
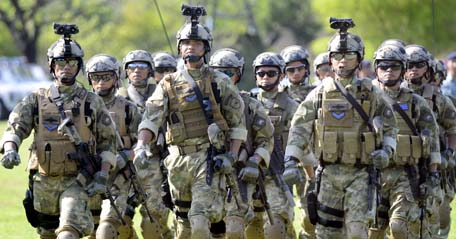
Forças especiais da marinha (KOPASKA).
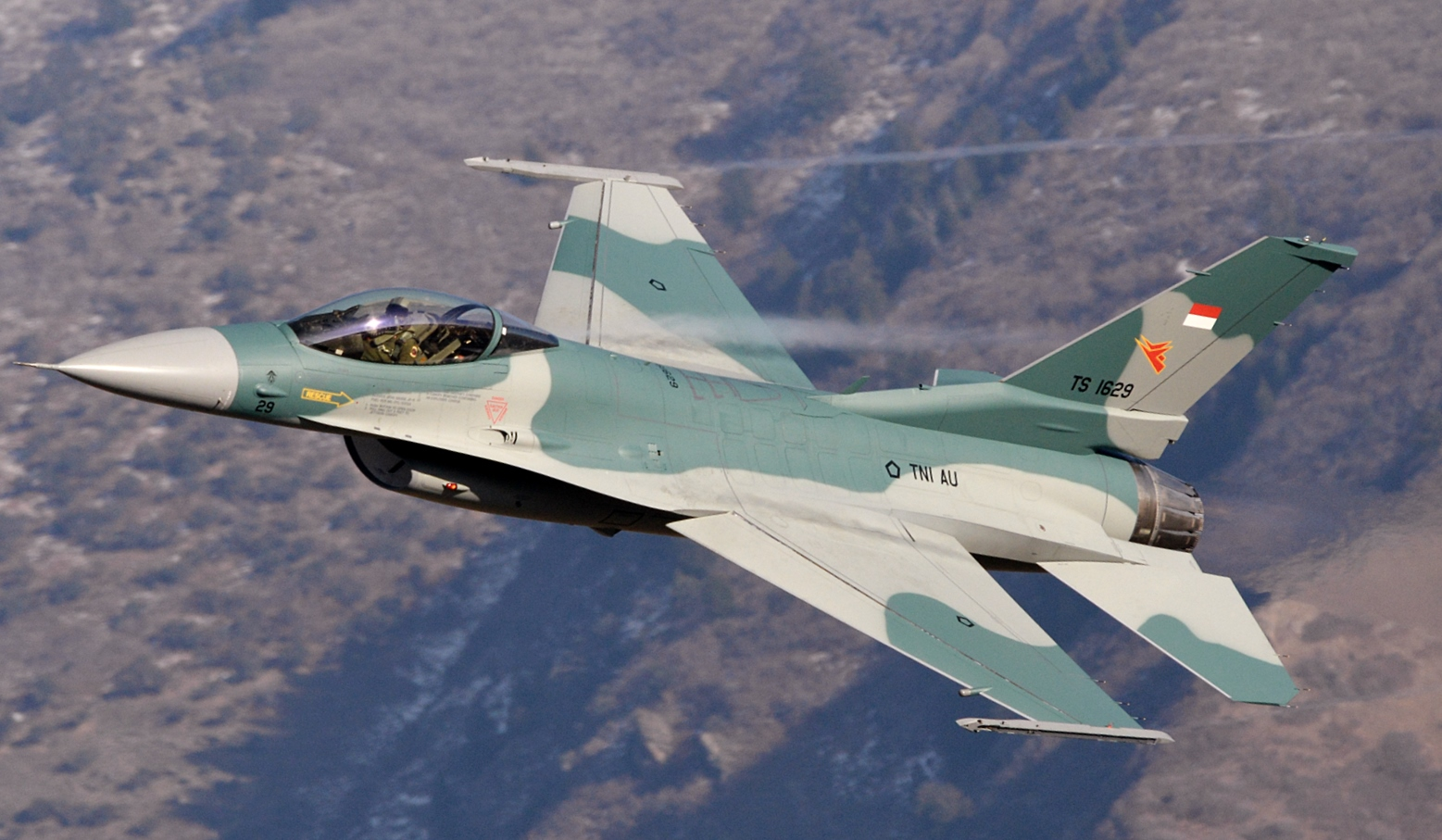
Um F-16, de fabricação americana.